# Will Vinton
Will Vinton (ur. 17 listopada 1947 w McMinnville, zm. 4 października 2018 w Portlandzie) – amerykański animator i twórca filmowy, scenarzysta oraz aktor głosowy. Laureat nagród Emmy i Oscara za najlepszy krótkometrażowy film animowany.

## Życiorys
W latach 60. studiował fizykę, architekturę i filmowanie na Uniwersytecie Kalifornijskim w Berkeley. W tym czasie Vinton stworzył czarno-biały pełnometrażowy film dokumentalny o kalifornijskim ruchu kontrkulturowym zatytułowany Gone For a Better Deal, który uczestniczył w kampusach uniwersyteckich na różnych festiwalach filmowych tamtych czasów. Kolejne dwa filmy o protestach studenckich, Berkeley Games i First Ten Days, a także krótka narracja Odpowiedz i jego pierwsza animacja; Culture Shock.
Spotkanie animatora Boba Gardinera w rejonie Berkeley w Kalifornii na początku lat 70. XX wieku, zaprowadziło go do Portlandu gdzie wynajęli piwnicę, aby zrobić szybki 1½-minutowy film z glinianą animacją (i wspierającymi szkieletami) zatytułowany Wobbly Wino, ukończony na początku 1973 roku. Gardiner udoskonalił swoje techniki rzeźbiarskie i animacyjne, podczas gdy Vinton zbudował system do animacji swojego aparatu 16 mm Bolex Rex-5 i rozpoczęli pracę w połowie 1973 roku w 8-minutowym filmie o pijanym pijaku, który utknął w zamkniętym muzeum sztuki i wchodził w interakcje z obrazami i rzeźbami. Ukończony pod koniec 1974 roku po 14 miesiącach produkcji film połączył umiejętności rzeźbiarskie Gardnera i talent do pisania komedii z umiejętnościami kamerzysty Vintona. Zamknięte poniedziałki zdobyły Oscara za najlepszy krótkometrażowy film animowany wiosną 1975 roku, pierwszy film wyprodukowany w Portlandzie.
Vinton i Gardiner rozstali się podczas produkcji drugiego filmu krótkometrażowego Mountain Music ukończonego przez Vintona w 1976 roku. Gardiner skupił się na tworzeniu spotów PSA dla lokalnych problemów politycznych (ostatecznie przekształcając się w inne artystyczne media, takie jak muzyka i hologramy), a Vinton założył Will Vinton Productions (później Will Vinton Studios) w Portlandzie, aby wykorzystać technologię animacji opracowaną przez Gardinera w animowanym Closed Mondays. Szybko rozbudowując swoje studio, zatrudniając nowych animatorów, Vinton wyprodukował kilkadziesiąt reklam dla regionalnych, a następnie krajowych firm.

## Filmografia

### Filmy pełnometrażowe
- 2006: Dżungla – producent wykonawczy
- 1992: Czacha dymi – producent wykonawczy (czołówka)
- 1988: Moonwalker (segment Speed Demon) – producent wykonawczy
- 1985: Powrót do Krainy Oz – producent (nominowany do Nagrody Akademii Filmowej za najlepsze efekty specjalne[3])
- 1985: Przygody Marka Twaina – reżyser, producent

### Seriale telewizyjne
- 2007-2009: Koty obiboki – producent wykonawczy
- 2001: Gary and Mike – producent wykonawczy; nominowany do nagrody Emmy
- 1999-2001: Blokersi – producent wykonawczy; zdobywca nagrody Emmy
- 1992-1995: Adventures in Wonderland (segment Caterpillar's Stories) – producent wykonawczy
- 1989: The California Raisin Show – dyrektor, producent wykonawczy

### Filmy telewizyjne
- 1992: A Claymation Easter – producent wykonawczy, producent
- 1991: Claymation Comedy of Horrors – producent wykonawczy, producent
- 1990: The Raisins: Sold Out! The California Raisins II – reżyser, producent
- 1988: Meet the Raisins! (segment Caterpillar's Stories) – reżyser, producent wykonawczy
- 1987: A Claymation Christmas Celebration – reżyser, producent

### Filmy krótkometrażowe
- 1996: Marvin Marsjanin w trzecim wymiarze – producent
- 1982: The Great Cognito – reżyser, producent; nominowany do Nagrody Akademii Filmowej
- 1981: The Creation – reżyser, producent; nominowany do Nagrody Akademii Filmowej
- 1980: Dinosaurs! – A Fun-Filled Trip Back in Time! – reżyser, producent
- 1978: Rip Van Winkle – reżyser, producent; nominowany do Nagrody Akademii Filmowej
- 1975: Mountain Music – dyrektor, producent
- 1974: Closed Mondays – współreżyser; zdobywca Nagrody Akademii Filmowej